# TorrentFlux
Torrentflux es un cliente de BitTorrent listo para ser instalado en servidores que usen sistemas Linux, Unix y BSD. Una vez instalado y funcionando en el servidor, el usuario puede acceder a la administración del programa mediante una interfaz web bastante intuitiva y sencilla.
Soporta múltiples idiomas y usuarios, de modo que cada uno tiene su propia lista de descargas y archivos en el disco duro. Desde el panel de administración se pueden añadir nuevos archivos en la cola de descargas, limpiar los descargados, modificar parámetros de configuración, navegar por los directorios del usuario… las tareas habituales en cualquier cliente de este tipo. Incluso permite buscar torrents directamente en los trackers más famosos y añadirlos a la cola sin salir del panel de administración.
TorrentFlux también tiene su propio Foro en el cual se puede encontrar información acerca de la instalación y preguntas frecuentes.

## Requisitos
Los requisitos mínimos que exige TorrentFlux para funcionar correctamente son:
```
   * Apache con el módulo PHP
   * Base de datos MySQL
   * Python versión 2.2 o mayor
```